# Вербова Лоза (траса)
48°38′30″ пн. ш. 33°2′37″ сх. д. / 48.64167° пн. ш. 33.04361° сх. д.

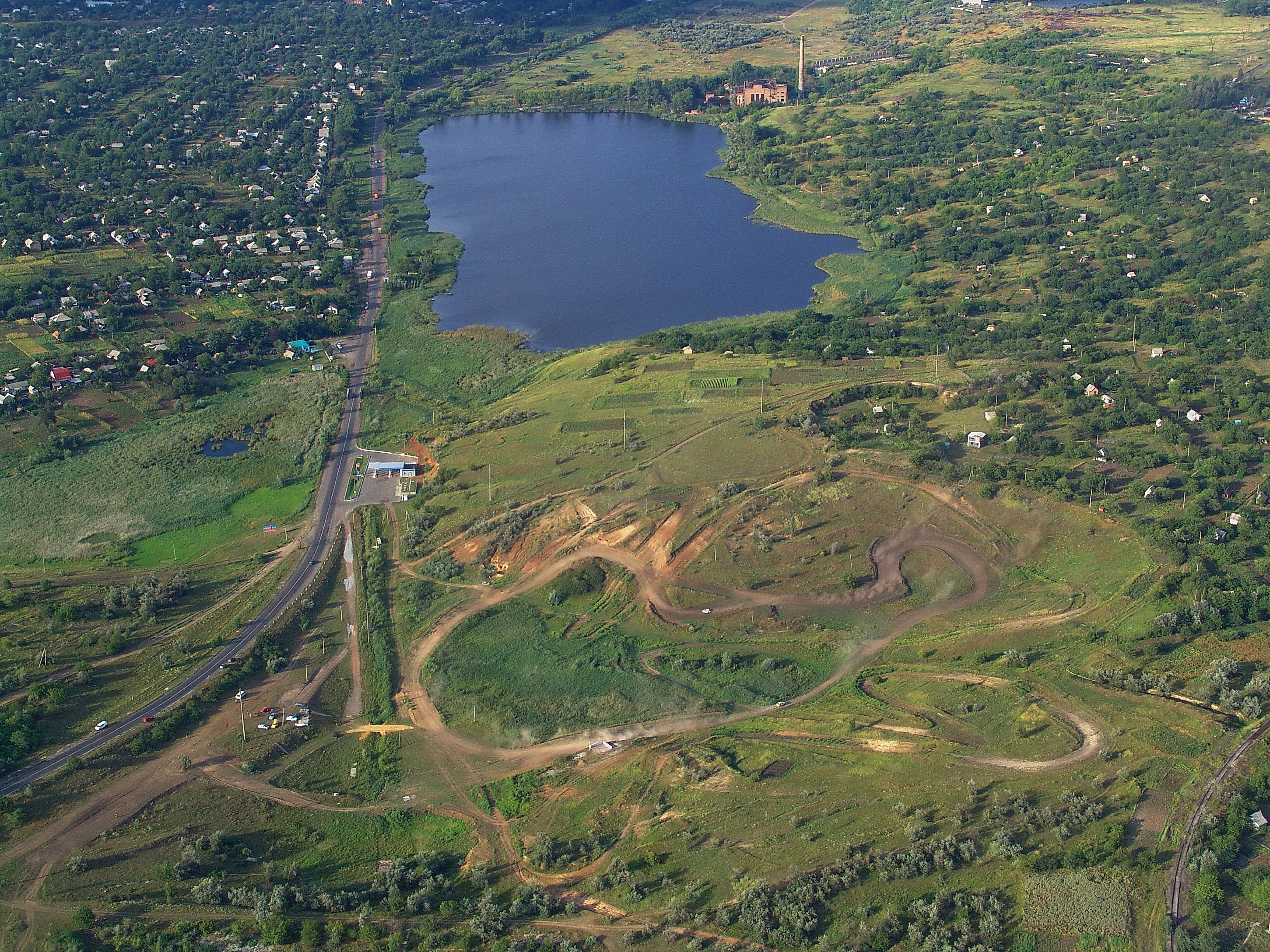
Траса «Вербова Лоза». 15 серпня 2007 р.

Спортивна автомототраса «Вербова Лоза» — призначена для проведення тренувань та змагань з мотокросу, автокросу та гонок на виживання. Вона розташовується на Південно-Західній околиці міста Олександрії, навпроти колишнього села, а нині заселеної місцевості Вербова Лоза, на відстані 3,8 кілометра від автошляху М 04 Знам'янка-Луганськ-Ізварине-Волгоград у бік Нової Праги і Аджамки. Це одна з найстаріших трас не тільки України, але і в масштабах колишнього Радянського Союзу, що діє і досі.

## Історія
Свою назву траса запозичила у населеного пункту Вербова Лоза (таким він був до адміністративно-територіальної реорганізації 1971 року). Місце під спортивну трасу на пагорбах цього населеного пункту вибрав родоначальник мотоспорту в місті Олександрії та Кіровоградській області Анатолій Мефодійович Лагутін, який відкрив у 1954 році першу в Олександрії та Кіровоградській області секцію мотоспорту .

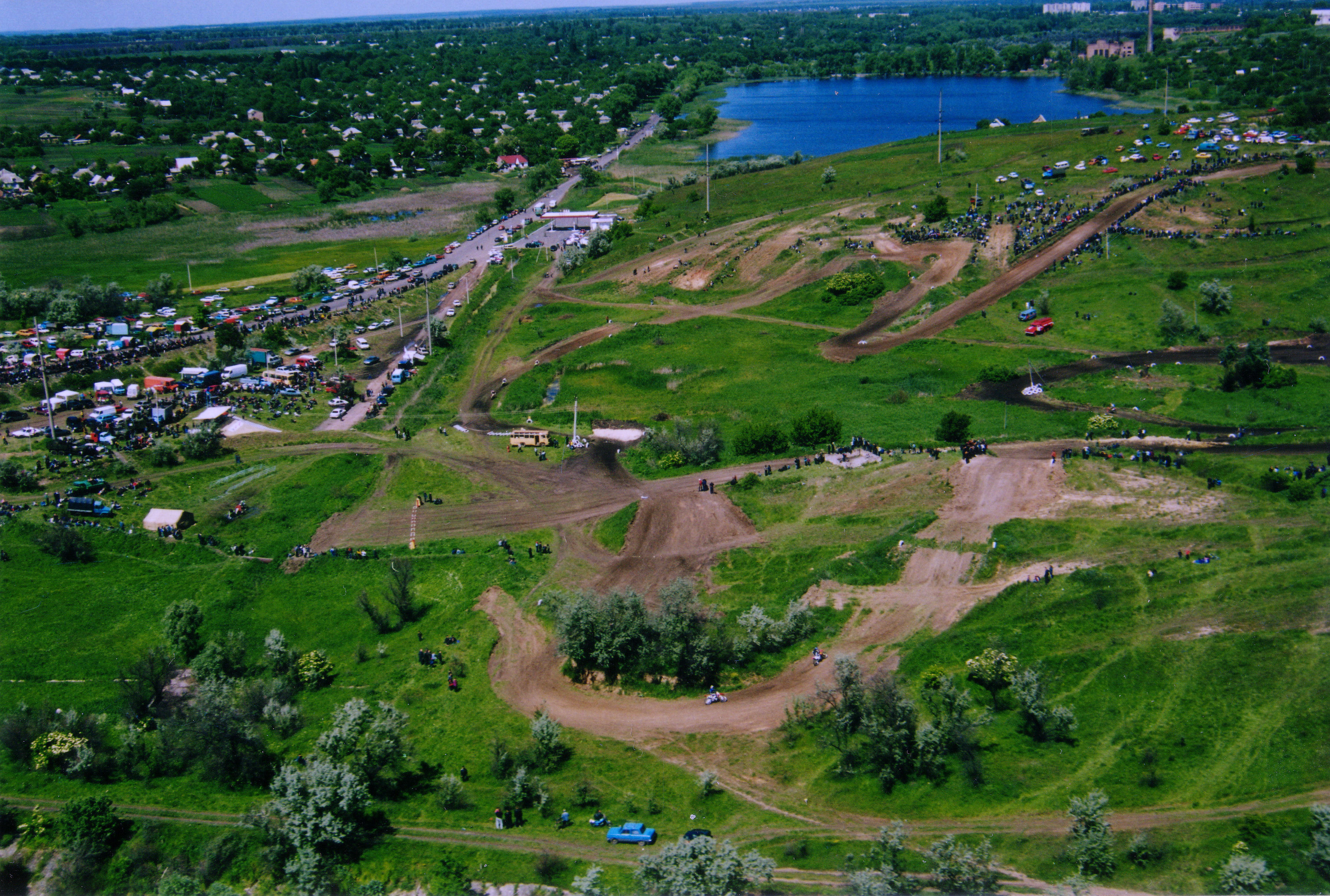
Траса «Вербова Лоза». 15.06.2006

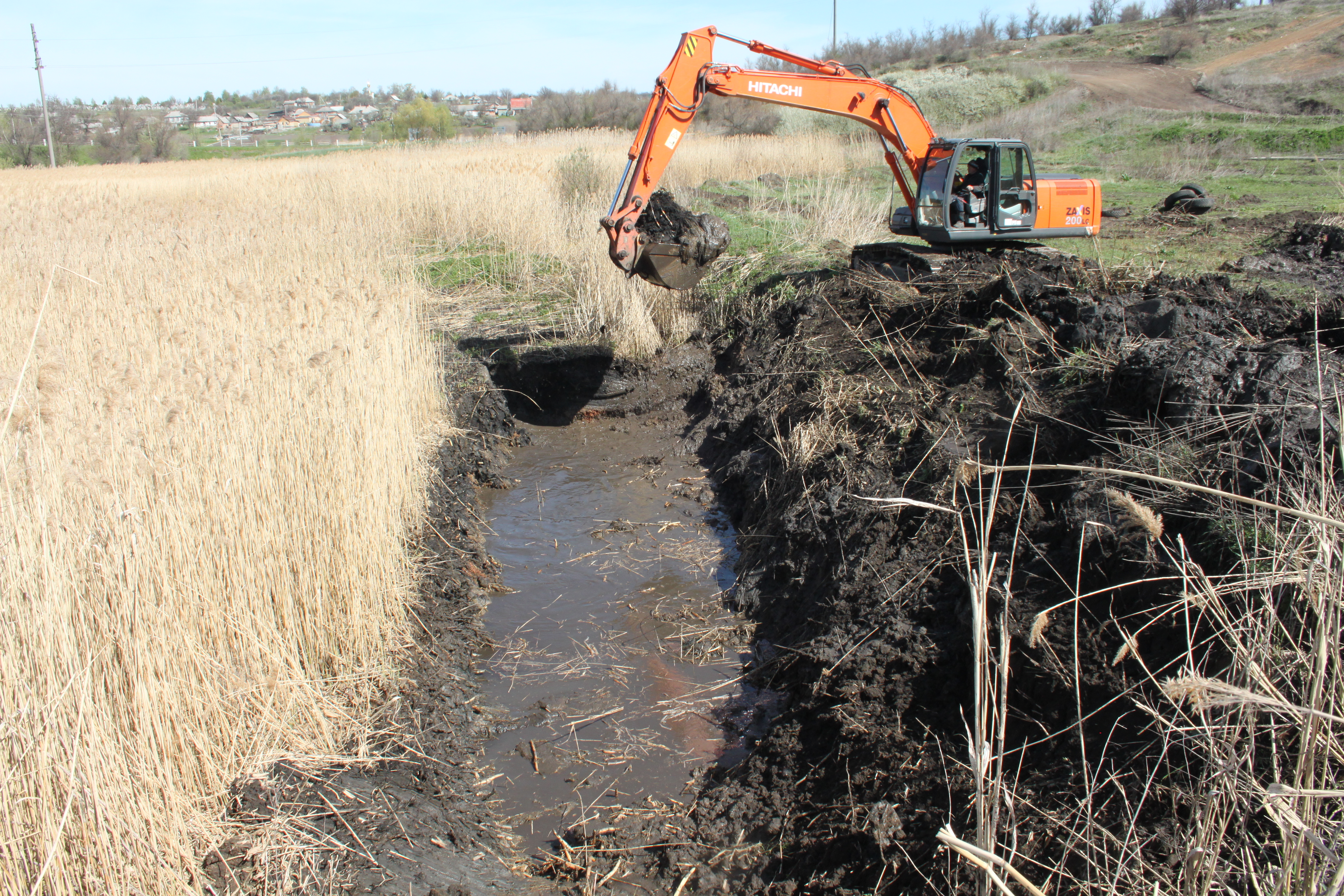
Створення водного каналу. 27.04.2017

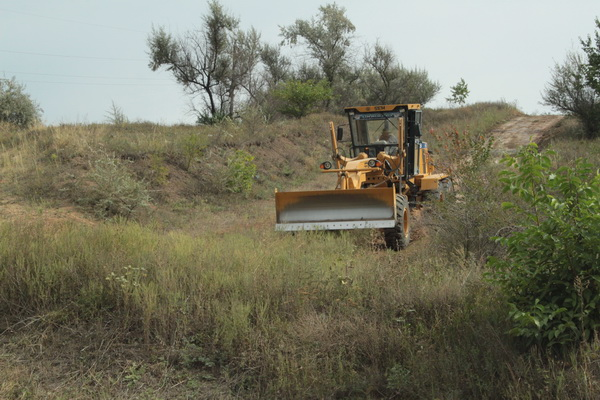
Будівництво траси мотокросу. 10.09.2017

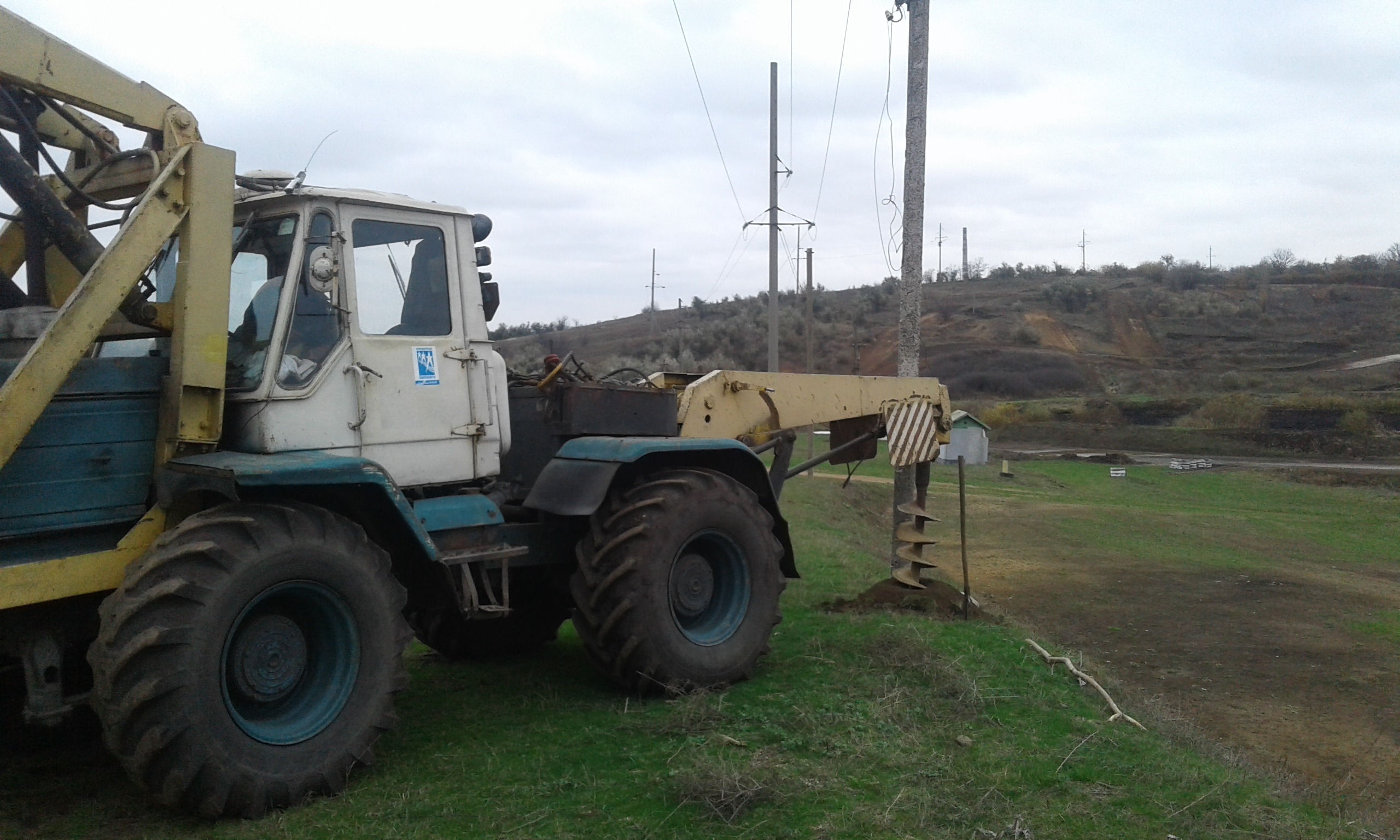
Підготовка до встановлення опори. 24.10.2017

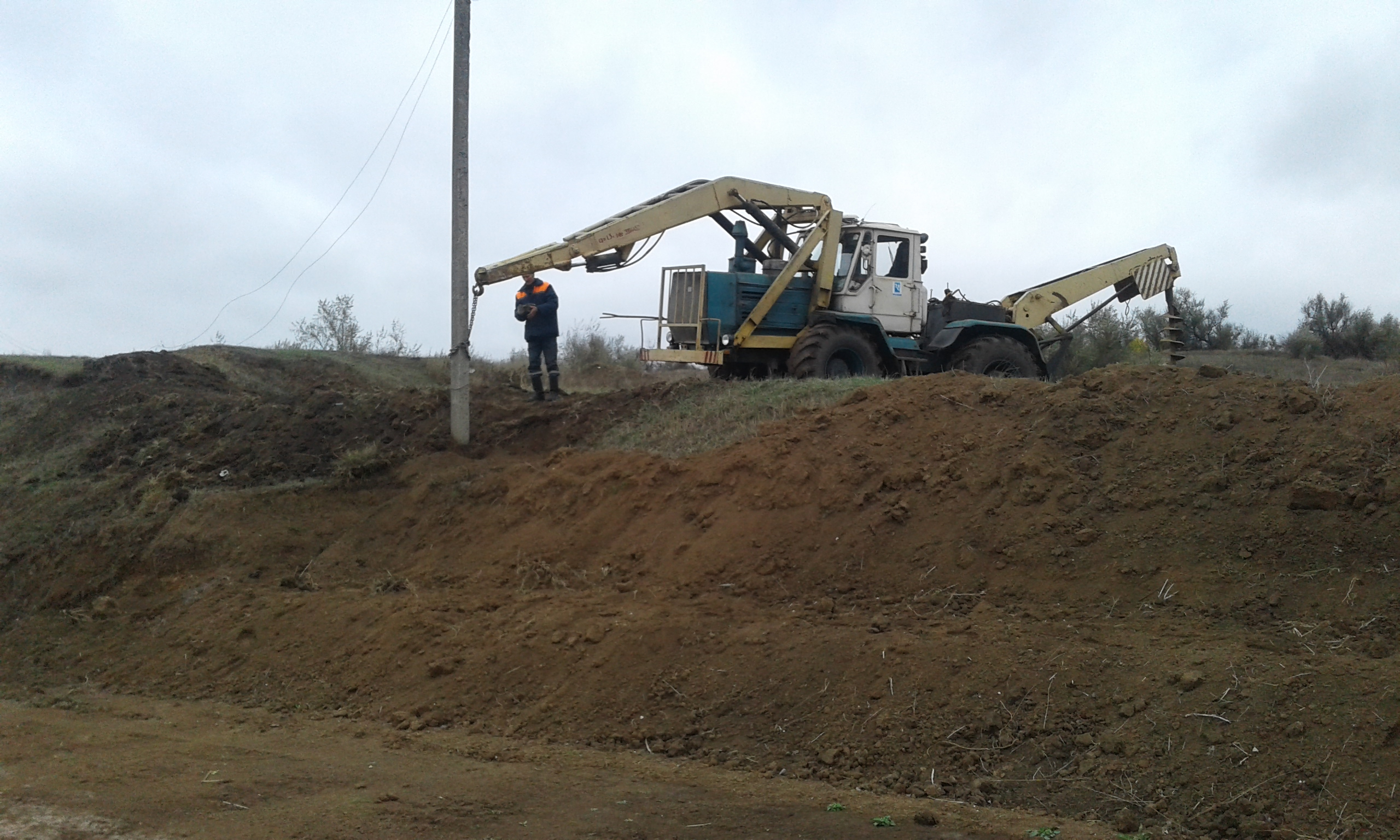
Установка опори для стартового пристрою електронної системи старту. 24.10.2017

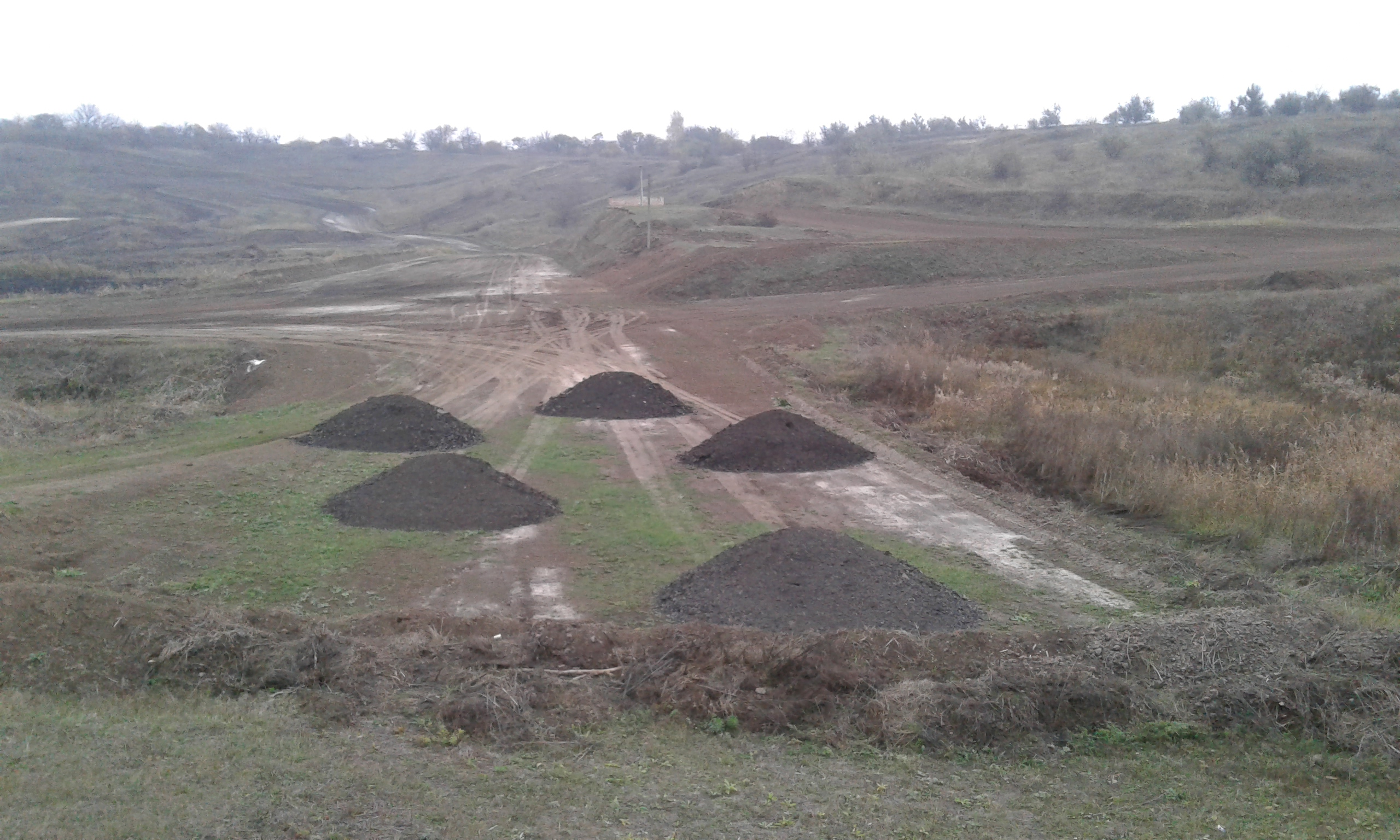
Сколотий асфальт на місці старту автомобілів. 26.10.2017

Перше тренування на цій трасі відбулося навесні 1968 року. На перше пробне тренування поїхали: тренер Анатолій Мефодійович Лагутін, ще один тренер і одночасно найсильніший гонщик України того часу майстер спорту СРСР Володимир Іванович Купрієнко, Віталій Грабовець, Віктор Шарковський, В'ячеслав Чебишев та Володимир Грузин. У наступних тренуваннях брали участь гонщики: Юрій Зіменков, Микола Осіченко, Едуард Олександров.
Перші змагання на ній пройшли 17-18 серпня 1968 року. Це був республіканський мотокрос, присвячений пам'яті С. М. Кірова.
Найбільший вклад у розбудову Спортивної автомототраси «Вербова Лоза» внесли олександрійці  Чебишев В'ячеслав  Олексійович, майстер спорту СРСР з автоспорту Борщ Сергій Іванович, майстер спорту СРСР з мотоспорту Скічко Дмитро Олексійович та кандидат у майстри спорту з мотоспорту Крисько Володимир Федорович.
Трасою «Вербова Лоза» опікуються Спортивний клуб «Європа-крос» та мотоклуб «Олександрія» (засновник Володимир Федорович Крисько).
Перші гонки на виживання в Олександрії на «Вербовій Лозі» Спортивний клуб «Європа-крос» провів 9 вересня 2001 року до Дня фізичної культури і спорту України.
Гонки на виживання, що відбулися 26 серпня 2007 року та були присвячені 15-річчю Спортивного клубу «Європа-крос», пройшли у присутності близько 20 тисяч глядачів, що є абсолютним рекордом відвідування таких змагань та рекордом відвідуваності траси «Вербова Лоза».
У 2008 році Спортивна автомототраса «Вербова Лоза» відзначила своє 40-річчя. До цієї дати Спортивний клуб «Європа-крос» 31 серпня 2008 року провів на ній гонки на виживання, за участю 19 гонщиків. Вперше в історії гонок на виживання у цих змаганнях була застосована електронна система старту з п'ятьма червоними сигнальними ліхтарями від світлофору, яку для Спортивного клубу «Європа-крос» виготовив фахівець з електроніки Віктор Тітов з підприємства «Світло-Центр» (Олександрія).
Влітку 2014 року Володимир Федорович Крисько та відомий в Олександрії бізнесмен та автогонщик Сергій Анатолійович Вялих — кандидат у майстри спорту з автоспорту (на той час) власним коштом зробили реконструкцію автомобільної частини траси «Вербова Лоза». Траса для автокросу (у тому числі для гонок на виживання) стала значно ширше та дещо змінилася її конфігурація. Це дало змогу отримати дозвіл Автомобільної федерації України (ФАУ) на проведення на цій трасі офіційних змагань з класичного автокросу під егідою цієї впливової організації. І такі змагання провели 18-19 жовтня 2014 року. Це був заключний 4-й етап чемпіонату України з автомобільного кросу на легкових автомобілях та на спортивно-кросових автомобілях (СКА) багі.
Великий обсяг робіт з реконструкції траси був виконаний восени 2017 року та весною 2018 року. За ініціативою на той час президента Спортивного клубу «Європа-крос» Юрія Гугленка на заболоченій ділянці траси за допомогою потужного екскаватора були вириті два водних канали. Повністю відновлена траса мотокросу, що була у занедбаному стані. Були встановлені у парку гонщиків додаткові опори лінії електропередачі. Окремо, поруч зі стартовою прямою, була встановлена опора для стартового пристрою електронної системи старту з п'ятьма червоними сигнальними ліхтарями від світлофора. На автомобільну стартову зону був завезений сколотий асфальт. Виконанням всіх цих робіт на трасі керував безпосередньо В'ячеслав Чебишев. А засновник мотоклубу «Олександрія» Володимир Крисько значно розширив парк гонщиків та зону торгівлі. Крім того, він ліквідував дикі дерева вздовж траєкторії у північній частині, що створювали небезпеку для спортсменів та перешкоджали глядачам дивитися за ходом боротьби.
Після багаторічної перерви, 19 та 20 травня 2018 року на трасі «Вербова Лоза» були проведені змагання з мотокросу. Це був другий етап чемпіонату України, що присвячувався 65-річчю В'ячеслава Чебишева. Ця гонка мала схвальні відгуки мотокросменів, керівництва Федерації мотоспорту України (ФМСУ), суддів, глядачів та засобів масової інформації.
Траса «Вербова Лоза», згідно договору з Олександрійською міською радою від 9 серпня 2018 року про державно-приватне партнерство, передана у оренду терміном на 49 років ТОВ «Авто-Мото Клуб «Олександрія». В червні 2019 року засновник цього клубу Володимир Крисько власним коштом та за фінансової підтримки спонсорів (Віталій  Проквас, Сергій Вялих та Олег Репенько) у центральній частині траси викопав водойму розмірами 30х10 метрів та глибиною до 2 метрів.